# Irwansyah
Irwansyah (nacido el 6 de marzo de 1985 en Yakarta), es un actor y cantante de Indonesia. Es hijo mayor y tiene dos hermanos, Hafiz y Andhika. Irwansyah lanzó su primer álbum en solitario, titulado Soliter.

## Filmografía
- Heart (2006)
- Love is Cinta (2007)
- Lantai 13 (2007)
- Love[1] (2008)
- 40 Hari Bangkitnya Pocong (2008)
- Love Story